# Колоездачен клуб Бургас
Колоездачен клуб Бургас е български професионален колоездачен клуб от град Бургас, дал множество български и балкански шампиони, създаден под името „Бургаско съюзно колоездачно дружество“ през 1905 г.
Колоездачен Клуб „Бургас“ вече е клуб на световно ниво с наети: спортен мениджър Нено Калъчев, старши треньор Павел Шиваров, почетен председател Васил Димитров, лицензирани механици, спортен доктор и международен координатор.
Клубът организира ежегодно състезания в Бургас и международното състезание от висока категория Гран При Бургас.

## Колоездене в Бургас
Организираното колоездене в Бургас започва със създаването на Дружеството през 1905 г., което с прекъсване заради 2-те световни войни продължава до 1947 г. По време на комунизма в Бургас се създават различни спортни дружества, клубове и организации, каквото е и просъществувалото до 1990 г. Колоездачно дружество „Черноморец“.
По-значими успехи на колоезденето в Бургас от онзи период са 3-те 6-и места на Димо Ангелов, от летните олимпийски игри в Мюнхен през 1972 г. на 1000 метра от място, както и от световните първенства в Сан Себастиян и Лиеж съответно през 1973 и 1975 г. До наши дни това остават най-добрите постижения на български колоездач, а Димо Ангелов е обявен за колоездач на столетието на България.

## История на клуба
След 1990 г. колоездачните клубове в Бургас се обединяват в Колоездачен клуб Бургас, който представлява първоприемник на „Бургаското съюзно колоездачно дружество“. Клубът чества своя 100-годишен юбилей през 2005 г.
Под ръководството на Нено Калъчев периодът след 2006 г. започва с регистрирането на Колоездачен клуб „Бургас“ като клуб от категория Континентал към Международния колоездачен съюз (UCI) и участва в класирането за „Europe Tour” към UCI заедно с още приблизително 130 отбора от всички страни в Европа.
През 2005 г. със спечелените точки Колоездачен Клуб „Бургас“ се нарежда на 54-то място в Европа. Благодарение на тези точки България заема 20-о място. Това се случва за 1-ви път в историята на българското колоездене. От самото си създаване колоезденето в Бургас е имало ръстове и спадове, но винаги е заемало водеща роля в България.
През 2006 г. базата на клуба се мести на Колодрума в Бургас, след като е изградена нова инфраструктура и съвременна материална част. За първи път през 2006 г. е предвиден международен календар, включващ състезания от най-висока категория в Западна Европа, Балканите и Азия.

## Постижения
В периода до 2006 г. Клубът е водещият колоездачен отбор на Република България.
В кратката си история под наименованието Колоездачен Клуб „Бургас“ клубът непрекъснато е шампион на Република България в продължение на 15 години. Колоездачен Клуб „БУРГАС“ остава единственият български отбор, печелил Обиколката на България. Ежегодно дава балкански шампиони и е признат за най-добрия състезателен клуб на Балканите.
Забележителни успехи са 3-те победи на Христо Зайков в Международната колоездачна обиколка на България през 1994, 1995 и 1996 г. и отборната победа на същото състезание през 1993 г. Красимир Кънев печели етап от най-престижното състезание за непрофесионалисти в света – Пробега на мира.
Георги Коев става 4-кратен балкански шампион на писта и шосе през 2003 г., но същата година загива при злополука по време на тренировка. През 2003 г. Евгени Балев печели Първия балкански тур, а Светослав Чанлиев се класира 3-ти.
През 2005 г. Св. Чанлиев печели Обиколката на Турция (коефициент 2.2). Същата година Евгени Балев е 1-ви на Гранд При „Слънчев Бряг“ (коефициент 2.2).
През 2008 г. Даниел Петров (колоездач) печели Обиколката на Халкидики в Гърция.

## Отбори
Клубът има изградени школи във всички възрастови групи. Мъжкият представителен отбор представлява гръбнака на националния отбор на България.
Днес Колоездачен Клуб „Бургас“ има школа от около 50 деца и юноши, както и мъжки отбор от 10 професионални състезатели.